# Amade Cajar
Amade Xá Cajar (em persa: احمد شاه قاجار) foi o xá da Pérsia (atual Irã) entre 16 de julho de 1909 e 31 de outubro de 1925, e o último da dinastia Cajar, nasceu em 1898 e morreu em 1930, sendo deposto por Reza Pálavi em 1925, logo após ser deposto foi exilado primeiramente na Turquia, mas depois se exilou em Paris na França, onde morreu em 1930.

## Reinado
Amade Xá aderiu ao Trono do Pavão em 16 de julho de 1909, após a derrubada de seu pai e antecessor, Maomé Ali Xá Cajar, que havia tentado reverter as restrições constitucionais anteriores sobre o poder real, e assim enfureceu a maioria dos Persas.